# Johannes Brun
Johannes Brun (1832-1890) var en norsk skuespiller med et stort komisk talent. I sin samtid var han Norges mest kendte skuespiller. Han startede sin skuespillerkarriere ved Det norske Theater i Bergen, hvor han sad i litografilære.
Senere i livet var han blandt andet knyttet til Christiania Theater.
Johannes Brun blev gift med skuespillerinden Louise, født Gulbrandsen (1831-1866).
Han fik i 1896 opkaldt Johannes Bruns gate på Bolteløkka i Oslo efter sig. På Bankplassen i Oslo står en statue af Johannes Brun, udført af Brynjulf Bergslien i 1902. I Bergen ligger Johannes Bruns gate på Nygårdshøyden.
Johannes Brun nedstammede fra den kendte biskop af Bergen Johan Nordahl Brun.